# Джавахетское нагорье
Джавахе́тское наго́рье (груз. ჯავახეთის ზეგანი) — вулканическое нагорье в Грузии. Часть Южно-Грузинского нагорья, расположенная к югу от Триалетского хребта, между рекой Кура на западе и Нижнекартлийской равниной на востоке.
Нагорье состоит из меридиональных хребтов (Самсарский и Джавахетский) высотой до 3300 м и плато (Цалкинское, Гомаретское, Дманисское и Ахалкалакское) высотой от 1200 до 1700 м. Сложено андезито-базальтовыми и трахитовыми лавами. В котловинах много озёр тектонического или вулканического происхождения (Паравани, Табацкури, Ханчали, Мадатапа, Хозапини, Сагамо). Ландшафт — горные степи, субальпийские луга, используемые как пастбища.
Пещерный грузинский монастырский комплекс Ванис Квабеби, построенный в VIII веке, находится на одной из скал нагорья.